# Kezdő hosszúsági kör

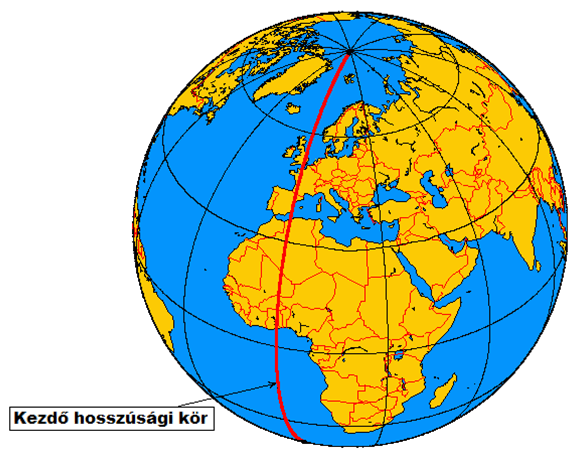
A Föld kezdő hosszúsági köre

A kezdő hosszúsági kör (nevezik kezdődélkörnek, kezdőmeridiánnak, nullmeridiánnak is) az égitestek földrajzi koordinátáinak az észak-dél irányú, saroktól sarokig terjedő hosszúsági fokbeosztásának kezdő délköre, melynek értéke 0°. A kezdő hosszúsági kör a vele szemben lévő 180°-os hosszúsági körrel együtt egy főkört alkot, keleti és nyugati félgömbre osztva az égitestet.
A kezdő hosszúsági kör – ellentétben az egyenlítővel, amelyet az égitest forgástengelye határoz meg – egy önkényesen megválasztott ponton halad át. Helyét a Földünkre vonatkozóan a történelem folyamán különféle egyezmények határozták meg, régiókként eltérően. A 20. században általánossá vált a greenwichi délkör használata, amelyet 1884-ben a washingtoni Nemzetközi Meridián Konferencia rögzített.
Hazánkban gyakran nevezik kezdőmeridiánnak („gellérthegyi kezdőmeridián”) a gellérthegyi felsőrendű háromszögelési ponton áthaladó hosszúsági kört is, amely a magyar geodézia és térképészet számára szolgált kiindulópontul a különféle geodéziai koordináta-rendszerek megalkotásához.

## Története

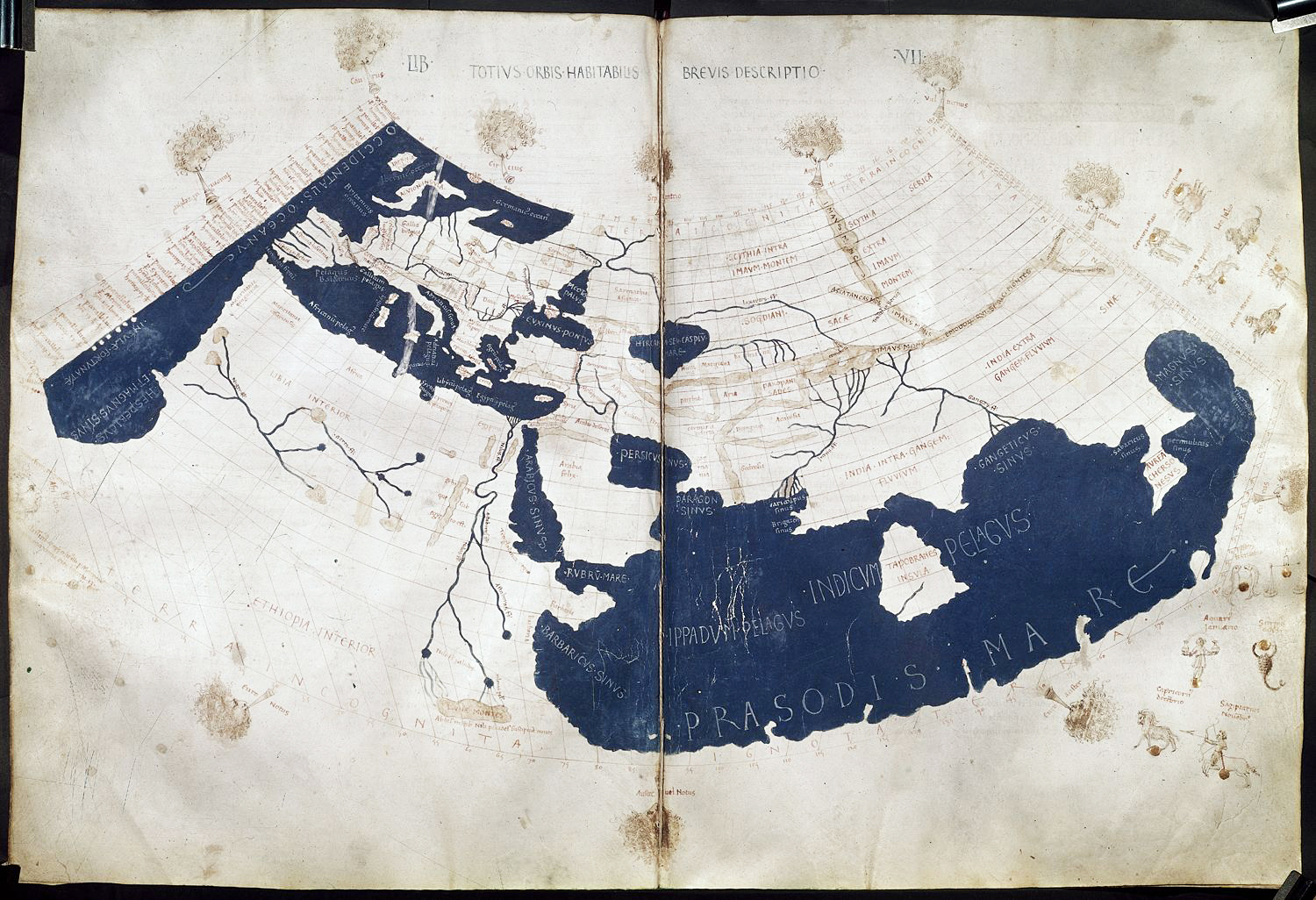
Ptolemaiosz i. e. 150 körül készített és a 15. században újrarajzolt térképe

A legrégibb ókori térképen Dikaiarkhosz (i. e. 4. század közepe – i. e. 285 körül) az általa ismert világot egy, az egyenlítővel párhuzamos vízszintes vonallal és egy arra merőleges meridiánnal osztotta négyfelé. E kezdetleges hálózat origója Rodosz városa volt. A földrajzi hosszúság fogalmát a görög Eratoszthenész Pentatlosz (i. e. 276 – i. e. 194) használta először Alexandriában, illetve Hipparkhosz (i. e. 160 körül – i. e. 125 körül) Rodoszon. Az ókori utazó és földrajzi író, Sztrabón (i. e. 64/63 – i. sz. 24) ugyancsak Rodosz szigetét vette kiindulópontnak.
Ptolemaiosz (90 körül – 168 körül) volt az, aki először használt sűrű meridián ábrázolást a Geográfia című művében rajzolt világtérképen. Ő viszont az Atlanti-óceánban található Szerencsés-szigeteket (Insulae Fortunatae) tette meg kezdő meridiánnak, amelyet ma a Kanári-szigetekkel (ny. h. 13° és 18° között) azonosítanak, noha a térképen ábrázolt szigetek rajzolata inkább a Zöld-foki-szigetekre (ny. h. 22° és 25° között) hasonlítanak. Lényegében praktikus okokból választotta az Afrika nyugati csúcsától (ny. h. 17,5°) még nyugatabbra eső helyet: így nem kellett negatív számokat használnia. A kezdő hosszúsági kör az angliai Winchester városától 18° 40’-re nyugatra volt, azaz a greenwich fokbeosztás szerint ny. h. 20°-ra. Abban az időben a hosszúsági értékeket a különböző országokban egymás után bekövetkezett holdfogyatkozások időpontjaiból számolták ki.

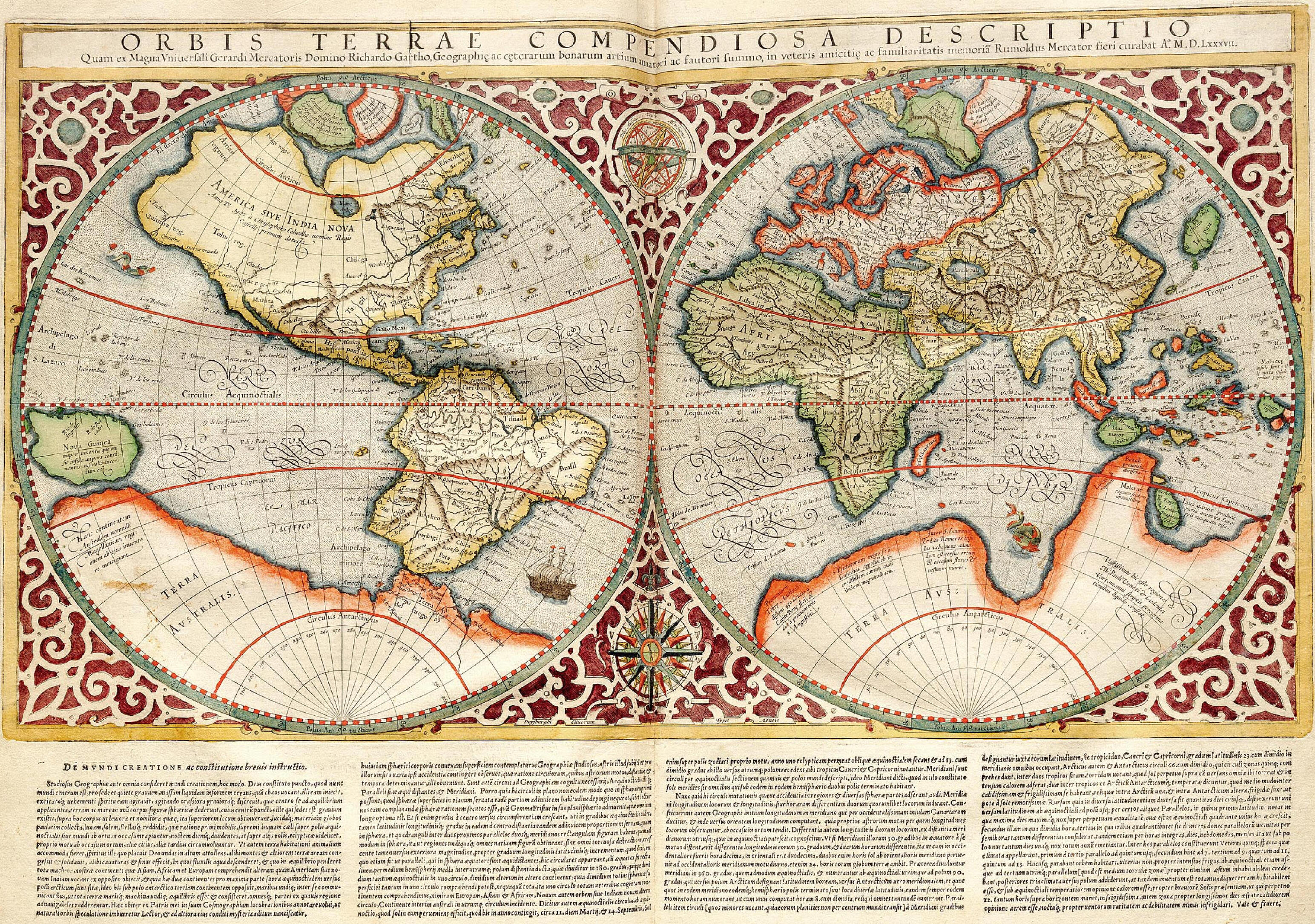
Gerardus Mercator az Atlas Cosmographicae térképgyűjteményében (1595) a kezdő hosszúsági körét valahol ny. h. 25°-ra tette, amely így a Santa Maria szigettől (Azori-szigetek) nyugatra húzódott az Atlanti-óceánban. A 180. meridián pedig a Bering-szoroson futott végig

Ptolemaiosz Geográfia című értekezése 1477-ben Bolognában jelent meg nyomtatásban térképekkel együtt, melyet a 16. század során több más kiadás is követett. Ugyanakkor feltételezték, hogy létezik egy „természetes” kezdő hosszúsági kör is. 1493-ban Kolumbusz Kristóf jelentette, hogy valahol az Atlanti-óceán közepén az iránytű a földrajzi Északi-sarkra mutatott, azaz a  mágneses elhajlás nulla volt. Ezt a tényt használták fel egy évvel később a tordesillasi szerződés megkötésekor, amely az újonnan felfedezett földeket illetően rendezte a területi vitákat Spanyolország és Portugália között. A Tordesillas-vonalat végül is a Zöld-foki-szigetektől 370 mérföldre (tengeri leuga, 3 tengeri mérföld) nyugatra húzták meg; ez látható Diogo Ribeiro 1529-es térképén. Christopher Saxton (kb.1540 – kb.1610) ugyanezen okokból még 1594-ben is az Azori-szigetekhez tartozó São Miguel szigetet (ny. h. 25,5°) vette alapul, noha akkorra már a mágneses elhajlás nulla vonala nem esett egybe a hosszúsági körrel.
A késő középkorban a Magyar Királyság területén két kijelölt kezdő délkör is használatban volt. Több mint 200 évig (1464-1667) használták vonatkoztatási hosszúsági vonalként a váradi várban, Vitéz János által építtetett csillagvizsgálón áthaladó délkört. Georg Peuerbach és Regiomontanus itt készült táblázatait („Tabula Varadiensis”) a nagy földrajzi felfedezések során is felhasználták navigációs célokra. Mátyás király tiszteletére Regiomontanus a királyi palotán áthaladó délkört tekintette elsőnek. Ez volt a budai kezdő hosszúsági kör, melyet Regiomontanus belevésetett a Bécsben készíttetett asztrolábiumába, és melyet Mátyás többi asztrológusa is (Marcin Bylica z Ilkusza, Galeotto Marzio, Johannes Tolhoff, Erdélyi Miklós) alapként vett figyelembe számításaik során. Stellarium című könyvének átadásakor Tolhoff külön figyelmeztette a királyt, hogy számításai a budai délkörre vonatkoznak. 1495-ben Johannes Muntz német orvos ugyancsak ezt vette számítási alapul érvágó és purgáló naptárjához. Mátyás halála után a délkört többé nem használták.
1541-ben Gerardus Mercator elkészítette híres negyvenegy centiméteres világatlaszát, melyen a kezdő hosszúsági kört a Kanári-szigetek egyikén, Fuerteventurán helyezte el (ny. h. 14° 01’). Későbbi térképein viszont a mágneses elhajlás vonalára figyelemmel ő is az Azori-szigeteket vette alapul. Attól kezdve azonban, hogy Abraham Ortelius 1570-ben elkészítette az első modern atlaszt, más szigetek, például a Zöld-foki-szigetek lettek használatosak. Ezen az atlaszán Ortelius a délköröknek nem a ma használatos keleti, illetve nyugati 180°-os felosztását alkalmazta, hanem a számozást keleti irányban 1°-től 360°-ig végezte. Ezt a gyakorlatot követték a 18. századi felfedezők is.
XIII. Lajos főminisztere, Richelieu bíboros javaslatára 1634-től egy elvileg nemzetektől független, semleges ponttól, a Kanári-szigetek legnyugatibb tagjától, a Párizstól 19° 55’ 3’’-re nyugatra fekvő Ferróról mérték a földrajzi hosszúságot, ezáltal az „Óvilág” (Afroeurázsia) minden pontja keleti hosszúságra esett. Sajnos, Guillaume Delisle (1675–1726), földrajztudós úgy döntött, hogy ezt az értéket 20°-ra kerekíti, ezáltal a ferrói meridián fiktívvé, a francia főváros obszervatóriumától visszavetített, burkolt párizsi kezdődélkörré vált.
A 18. század elején nagy erőfeszítéseket tettek a földrajzi hosszúság tengeren történő meghatározásának pontossá tételére. Ennek eredményeképpen John Harrison kifejlesztette a tengerészeti kronométert, pontosabbakká váltak a csillagtérképek, különösen John Flamsteed angol királyi csillagász 1680 és 1719 között végzett munkájának, majd utódja, Edmond Halley által történt széles körű terjesztésüknek köszönhetően. Mindez lehetővé tette, hogy a Thomas Godfrey és John Hadley által kifejlesztett oktáns segítségével a hajózók eredményesebben használhassák a holdtávolságmérés módszerét, s ezzel a hosszúsági fok pontosabb megállapítását. 1765 és 1811 között Nevil Maskelyne 49 alkalommal jelentette meg a greenwichi Királyi Obszervatórium délkörén alapuló Hajózási Évkönyvet (The Nautical Almanac). Maskelyne táblázatai nem csak a holdtávolságmérés módszerét tették használhatóbbá, de egyfajta referenciaponttá tették a greenwichi délkört, olyannyira, hogy miközben a franciák saját csillagászati évkönyveikben (Connaissance des Temps) a párizsi kezdő hosszúsági kört vették alapul, az angol Hajózási Évkönyv fordításaiban megtartották Maskelyne Greenwichen alapuló számításait.

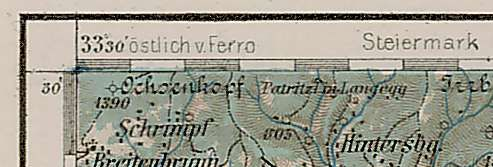
„Ferro” kiindulási pont egy osztrák–magyar térkép szélén

A ferrói kezdődélkör használata sem volt általános, így például néhány francia térképen a párizsi kezdés szerepelt, a német térképeken 1850-ig Berlinen át húzódott a kezdő hosszúság kör, míg az oroszok Pulkovót (Szentpétervár, Pulkovo csillagvizsgáló) részesítették előnyben. Nagy Károly például az 1840-ben elkészített magyar mintaföldgömbjén a Budai Csillagvizsgálón áthaladó délkört vette kezdő hosszúsági körnek. Az Osztrák–Magyar Monarchia 1890-ig tengerészeti térképein a greenwichi, míg szárazföldi térképein a ferrói kezdőmeridiánt alkalmazta.
1884-ben a Washingtonban megrendezett Nemzetközi Meridián Konferencián hosszas politikai alkudozások végén a részt vevő 25 országból 22 elfogadta, hogy kezdő hosszúsági körként a greenwichi délkört használja. A tanácskozáson az Azori-szigetekre, illetve a Bering-szorosra javaslatot tett Franciaország kitartott egy semleges, kontinenseket nem metsző vonal kijelölése mellett, de végül is a szavazáson „tartózkodott”, és csak 1911-ben tért át. Az átállás a többi részes államban sem azonnal történt meg, a ferrói kezdődélkör gyakorlatilag még évtizedekig használatban maradt kontinensünk számos államában, hatását pedig több későbbi térképi koordináta-rendszer őrzi.

## A Föld

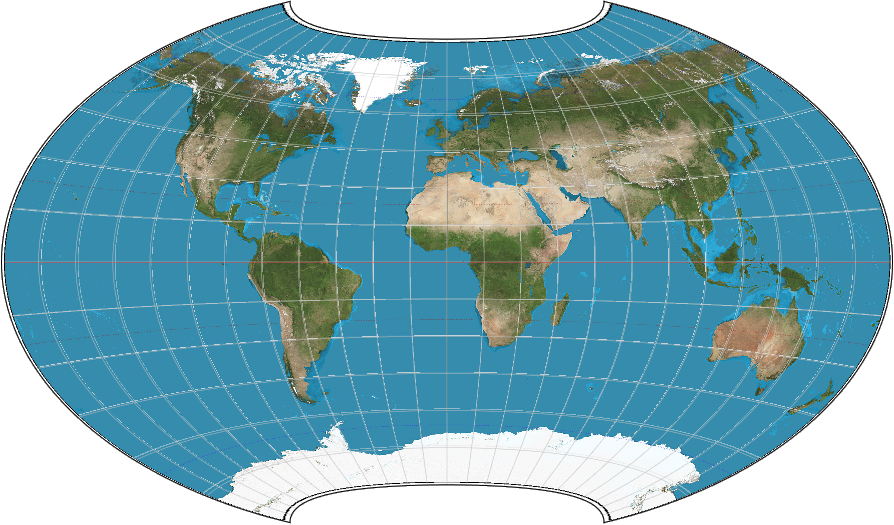
A greenwichi meridián jelölése egy polikonikus térképen

A Földet illetően a térképészet általánosan elfogadott szabványként a greenwichi délkört használja kezdő hosszúsági körként. Az 1884-ben 22 ország által elfogadott határozat a 20. század során általánosan elfogadott lett minden országban.
A műholdas rendszerek működtetésével napjainkra egyre elterjedtebb a Nemzetközi Földforgás és Vonatkoztatási Rendszerek Szolgálat  által 1999-ben rögzített kezdő hosszúsági kör, az IERS vonatkoztatási meridián  más néven nemzetközi vonatkoztatási meridián  (IRM) használata, amely George Biddell Airy 1851-ben kijelölt greenwichi délkörétől 5,31 szögmásodperccel, azaz 102,5 méterrel (336,3 láb) keletre található. Ezt a kezdő hosszúsági kört használja az USA védelmi minisztériuma által kifejlesztett és üzemeltetett Globális Helymeghatározó Rendszer, valamint a GPS-műholdak által sugárzott fedélzeti pályaadatok vonatkoztatási rendszere, a WGS84. Az IRM használatát fogadta el 1983-ban a Nemzetközi Vízrajzi Szervezet (IHO) és 1989-ben a Nemzetközi Polgári Repülési Szervezet (ICAO) is.

### A Föld kezdő hosszúsági körei
| Helység                | GPS földrajzi hosszúság | Neve                                           | Megjegyzés |
| ---------------------- | --- | ---------------------------------------------- | --- |
| Bering-szoros          | ny. h. 168° 30′ |                                                | A Bering-szorost, mint „semleges kezdő hosszúsági kör” lehetőségét Pierre Janssen vetette fel az 1984-es Nemzetközi Meridián Konferencián.[17] |
| Washington             | ny. h. 77° 03′ 56,07″ (1897) vagy ny. h. 77° 04′ 02,24″ (NAD 27) [18] vagy ny. h. 77° 04′ 01,16″ W (NAD 83) [19]                                      | USA Tengerészeti Obszervatóriumi délkör (új)   | |
| Washington             | ny. h. 77° 02′ 48.0″, ny. h. 77° 03′ 02,3″, ny. h. 77° 03′ 06,119″ (NAD 27) vagy ny. h. 77° 03′ 06,276″ (NAD 27) vagy ny. h. 77° 03′ 05,194″ (NAD 83) | USA Tengerészeti Obszervatóriumi délkör (régi) | |
| Washington             | ny. h. 77° 02′ 11,56258″ (NAD 83), ny. h. 77° 02′ 11,55880″ (NAD 83), ny. h. 77° 02′ 11,57375″ (NAD 83)                                               | Fehér Házi délkör                              | A főváros „természetes” kezdő hosszúsági köre.[20] |
| Washington             | ny. h. 77° 00′ 32,6″ (NAD 83) | Capitoliumi délkör                             | A főváros kijelölt kezdő hosszúsági köre.[21] |
| Philadelphia           | ny. h. 75° 10′ 12″ |                                                | Használatban 1749 és 1816 között, általában a londoni (greenwichi), Bradley-féle kezdődélkörrel párhuzamosan.[22] |
| Rio de Janeiro         | ny. h. 43° 10′ 19″ |                                                | Az 1909-ben készült Atlas do Brazil használta.[23] |
| Azori-szigetek         | ny. h. ~ 25° 40′ 32″ |                                                | A 16. és 17. században használták, majd mint semleges meridiánt javasolta a francia küldöttség az 1884-es Nemzetközi Meridián Konferencián.[17] |
| Ferro, Kanári-szigetek | ny. h. 18° 03′, ny. h. 17° 39′ 46″ | ferrói kezdőmeridián                           | Az ókorban Ptolemaiosz használta a Geográfiában, majd Richelieu bíboros javaslatára 1634-től általánosan elterjedt. Mivel azonban értékét 20°-ra kerekítették, rejtett párizsi kezdődélkörének számított. Helyét utólag Greenwich-től ny. h. 17° 39′ 46″-re mérték. |
| Lisszabon              | ny. h. 9° 07′ 54,862″ |                                                | |
| Madrid                 | ny. h. 3° 41′ 16,58″ |                                                | |
| Greenwich              | ny. h. 0° 00′ 05,3101″ | greenwichi délkör                              | Airy-féle kezdődélkör[24] |
| Greenwich              | ny. h. 0° 00′ 05,33″ | Ordnance Survey délkör                         | James Bradley-féle kezdődélkör, melyet a brit királyi térképészeti hivatal (Ordnance Survey) használ.[25] |
| Greenwich              | 0° 00′ 00,00″ | IERS vonatkoztatási meridián                   | A GPS részére a Nemzetközi Földforgás és Vonatkoztatási Rendszerek Szolgálat (IERS) által meghatározott kezdő hosszúsági kör. |
| Párizs                 | k. h. 2° 20′ 14,025″ | párizsi délkör                                 | |
| Brüsszel               | k. h. 4° 22′ 4,71″ |                                                | |
| Antwerpen              | k. h. 4° 24′ | antwerpeni délkör                              | Mercator használta. |
| Amszterdam             | k. h. 4° 53′ |                                                | A Westerkerk református templomon áthaladó délkör, melyet Hollandia 1909 és 1937 között használt a hivatalos idő kiszámításához. |
| Bern                   | k. h. 7° 26′ 22,5″ |                                                | |
| Pisa                   | k. h. 10° 24′ |                                                | |
| Oslo (Kristiania)      | k. h. 10° 43′ 22,5″ |                                                | |
| Firenze                | k. h. 11°15′ | firenzei hosszúsági kör                        | Arno Peters használta a Gall–Peters-féle vetülethez, valójában a Bering-szorosi délkörrel szemben lévő hosszúsági kör. |
| Róma                   | k. h. 12° 27′ 08,4″ | monte mariói hosszúsági kör                    | |
| Koppenhága             | k. h. 12° 34′ 32,25″ |                                                | A Rundetårn csillagvizsgálón haladt át. |
| Nápoly                 | k. h. 14° 15′ |                                                | [26] |
| Stockholm              | k. h. 18° 03′ 29,8″ |                                                | A stockholmi obszervatóriumon áthaladó délkör |
| Varsó                  | k. h. 21° 00′ 42″ | varsói meridián                                | |
| Nagyvárad              | k. h. 21° 55′ 16″ | váradi kezdőmeridián                           | 1464 és 1667 között használt délkör a város csillagvizsgálóját szelte át; a híres Váradi Táblákban (Tabula Varadiensis) Georg von Peuerbach bécsi csillagász innen számította a nap- és holdfogyatkozásokat.[27]                                                    |
| Alexandria             | k. h. 29° 53′ |                                                | Ptolemaiosz használta Almageszt című művében. |
| Szentpétervár          | k. h. 30° 19′ 42,09″ | pulkovoi délkör                                | |
| Ujjain                 | k. h. 75° 47′ |                                                | Indiai csillagászok és naptárszerkesztők használták a 4. századtól.[28] |
| Kiotó                  | k. h. 135° 74′ |                                                | A japán térképeken hivatalosan 1779 és 1871 között használt kezdő hosszúsági kör. |

### A kezdődélkör által átszelt földrajzi helyek

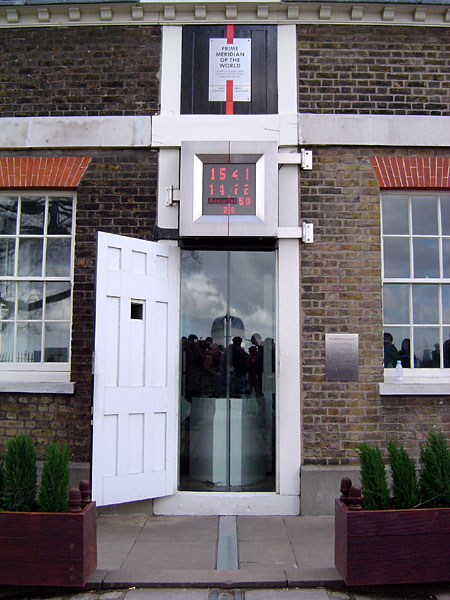
A kezdő hosszúsági kör jelölése a greenwichi obszervatórium falán

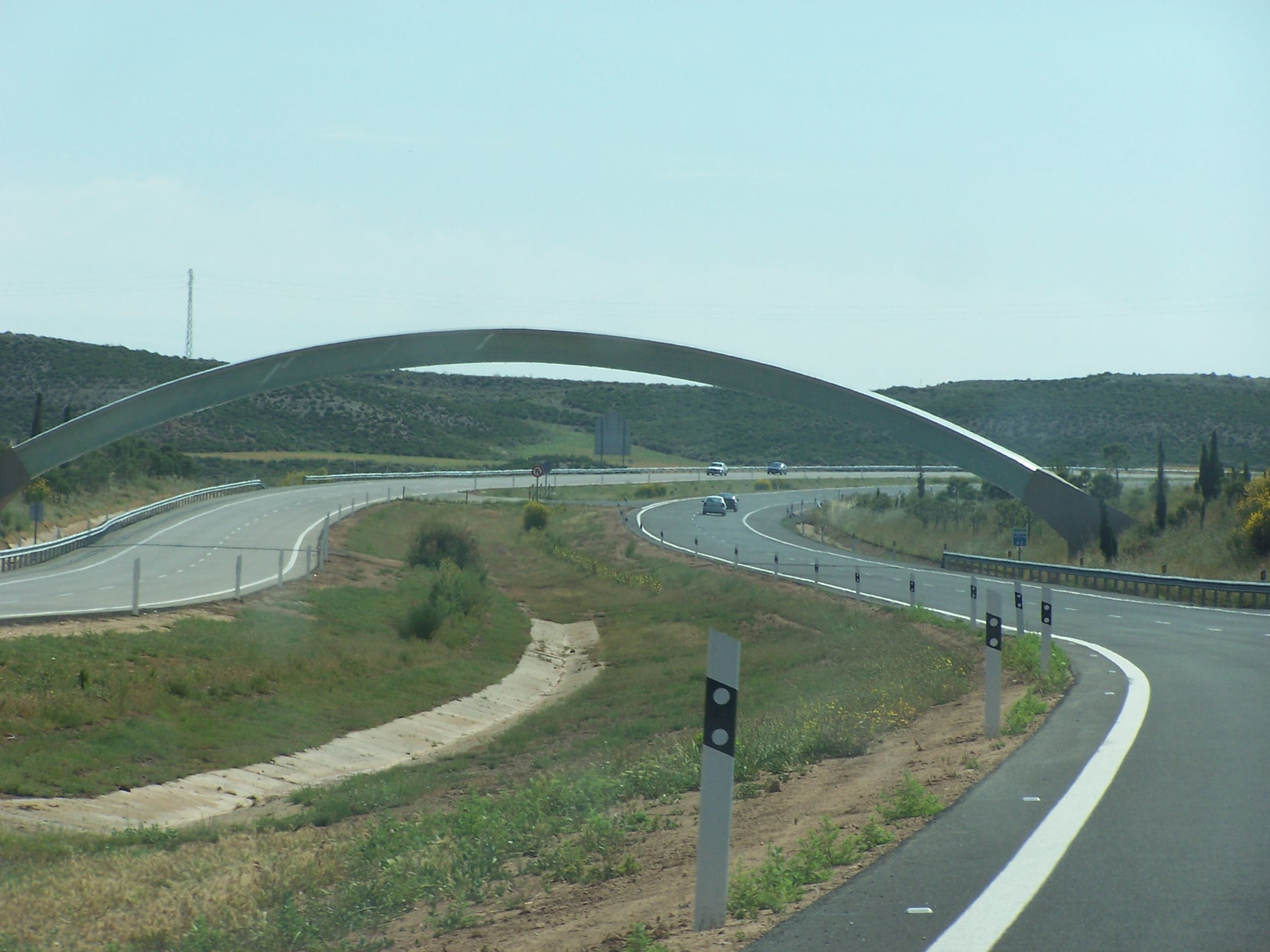
A greenwichi délkört jelző ív Aragóniában az E-90-es autópálya felett (Spanyolország)

Az Északi-sarkról a Déli-sark felé haladva a greenwichi kezdő hosszúsági kör a következő országokat és földrajzi területeket szeli át:
| Koordináták (megközelítőleg)                                        | Ország, terület vagy tenger | Megjegyzés |
| ------------------------------------------------------------------- | --------------------------- | --- |
| é. sz. 90° 00′, k. h. 0° 00′90.000000°N 0.000000°ENorth Pole        | Jeges-tenger                | Grönland és a Spitzbergák között |
| é. sz. 81° 39′, k. h. 0° 00′81.650000°N 0.000000°EGreenland Sea     | Grönlandi-tenger            | |
| é. sz. 72° 53′, k. h. 0° 00′72.883333°N 0.000000°ENorwegian Sea     | Norvég-tenger               | |
| é. sz. 61° 00′, k. h. 0° 00′61.000000°N 0.000000°ENorth Sea         | Északi-tenger               | |
| é. sz. 53° 45′, k. h. 0° 00′53.750000°N 0.000000°EUnited Kingdom    | Egyesült Királyság          | Tunstall in East Riding és Peacehaven között                                                                                                 |
| é. sz. 50° 47′, k. h. 0° 00′50.783333°N 0.000000°EEnglish Channel   | La Manche csatorna          | |
| é. sz. 49° 19′, k. h. 0° 00′49.316667°N 0.000000°EFrance            | Franciaország               | Villers-sur-Mer és Gavarnie között |
| é. sz. 42° 41′, k. h. 0° 00′42.683333°N 0.000000°ESpain             | Spanyolország               | Cilindro de Marboré és Castellón de la Plana között                                                                                          |
| é. sz. 39° 56′, k. h. 0° 00′39.933333°N 0.000000°EMediterranean Sea | Földközi-tenger             | Valenciai öböl |
| é. sz. 38° 52′, k. h. 0° 00′38.866667°N 0.000000°ESpain             | Spanyolország               | El Verger és Calp között |
| é. sz. 38° 38′, k. h. 0° 00′38.633333°N 0.000000°EMediterranean Sea | Földközi-tenger             | |
| é. sz. 35° 50′, k. h. 0° 00′35.833333°N 0.000000°EAlgeria           | Algéria                     | Stidia és az algériai-mali határ Bordzs Badzsi Mokhtár közelében                                                                             |
| é. sz. 21° 50′, k. h. 0° 00′21.833333°N 0.000000°EMali              | Mali                        | |
| é. sz. 14° 59′, k. h. 0° 00′14.983333°N 0.000000°EBurkina Faso      | Burkina Faso                | |
| é. sz. 11° 06′, k. h. 0° 00′11.100000°N 0.000000°ETogo              | Togo                        | kb. 600 m hosszan |
| é. sz. 11° 06′, k. h. 0° 00′11.100000°N 0.000000°EGhána             | Ghána                       | kb. 16 km hosszan |
| é. sz. 10° 57′, k. h. 0° 00′10.950000°N 0.000000°ETogo              | Togo                        | kb. 39 km hosszan |
| é. sz. 10° 36′, k. h. 0° 00′10.600000°N 0.000000°EGhana             | Ghána                       | a togo-ghánai határ Bunkpurugu közelében és Tema között a Volta-tavon keresztül (é. sz. 7° 40′, k. h. 0° 00′7.666667°N 0.000000°ELake Volta) |
| é. sz. 5° 37′, k. h. 0° 00′5.616667°N 0.000000°EAtlantic Ocean      | Atlanti-óceán               | Keresztezve ez Egyenlítőt a é. sz. 0° 00′, k. h. 0° 00′0.000000°N 0.000000°EEquator ponton                                                   |
| d. sz. 60° 00′, k. h. 0° 00′60.000000°S 0.000000°ESouthern Ocean    | Déli-óceán                  | |
| d. sz. 68° 54′, k. h. 0° 00′68.900000°S 0.000000°EAntarctica        | Antarktisz                  | Norvégia által magának követelt Maud királyné földön                                                                                         |

## Más égitestek
A Földhöz hasonlóan Naprendszerünk többi égitestén is önkényesen választották ki a kezdő hosszúsági köröket. Leggyakrabban egy jellegzetes ponthoz, például kráterhez, más esetekben egy másik égitesthez viszonyítva, és van, amikor a mágneses mezőhöz kötik a kezdő meridiánt.
Az alábbi égitesteknek határoztak meg kezdő hosszúsági kört:

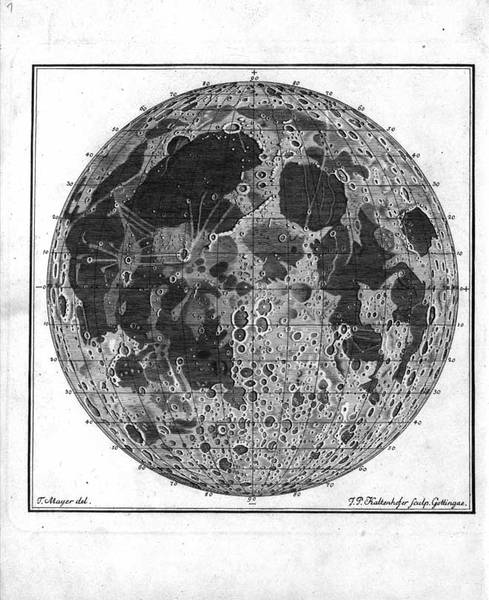
Tobias Mayer 40 cm átmérőjű alkotása volt az első koordinátahálózattal ábrázolt Holdtérkép (1775)

- A Holdon a Föld felé mutatott felének közepén halad át a kezdődélkör, a Bruce kráter közelében. Általánosságban elmondható, hogy a kötött tengelyforgású égitestek, jellegzetesen holdak, esetében annak az oldalnak a felezőjét választják alapul, amely afelé az égitest felé fordul, amely körül kering. Ezt a megállapodást használják az Io, az Europa, a Ganymedes, a Callisto vagy a Titan esetében.
- A Merkúron a délkörök értéke nyugati irányban nő; alapjául egy kis kráter, a Hun Kal középpontját vették, amely nyugati hosszúság 20°-on található.[29]
- A Vénusz kezdő hosszúsági köre az Alfa Regioban található Eve kráter közepén húzódik.[30][31] Más számításoknál viszont az Ariadne kráter központi csúcsán áthaladó meridiánt határozták meg kezdő délkörként.[32]
- A Marson 1840-ben jelölték ki a kezdő hosszúsági kört, amit az 1960-as években a Mariner műholdak felvételei alapján pontosítottak. Az Airy-0 kráter közepén halad át.[32]
- Az óriásbolygók (Jupiter, Szaturnusz, Uránusz, Neptunusz) esetében több koordináta-rendszer is létezik, mivel nem tudni, van-e a földihez hasonló belső tömör felszínük, ahol állandó koordináta-rendszer lenne létrehozható. A Jupiter felhősávjainak széle például – az űrből látható egyetlen rész – a szélességi köröktől függően eltérő mértékben forognak. Emiatt a csillagászok vagy II. ekvatorialis csillagászati koordináta-rendszert használnak, vagy az égitestek mágneses mezején alapuló III. rendszert.
- A Nap esetében két heliografikus koordináta-rendszert használnak. Az egyik a Carrington-féle rendszer, amiben kezdő hosszúsági körnek azt tekintik, amely a Földről nézve 1853. november 9-én haladt át a napkorong közepén, amikor is Richard Christopher Carrington megkezdte a napfoltok megfigyelését.[33] A másik a Stonyhurst heliografikus koordináta-rendszer.[34]

## Fordítás
- Ez a szócikk részben vagy egészben  a   Prime meridian című angol Wikipédia-szócikk ezen változatának fordításán alapul.  Az eredeti cikk szerkesztőit annak laptörténete sorolja fel. Ez a jelzés csupán a megfogalmazás eredetét és a szerzői jogokat jelzi, nem szolgál a cikkben szereplő információk forrásmegjelöléseként.
- Ez a szócikk részben vagy egészben  a   Premier méridien című francia Wikipédia-szócikk ezen változatának fordításán alapul.  Az eredeti cikk szerkesztőit annak laptörténete sorolja fel. Ez a jelzés csupán a megfogalmazás eredetét és a szerzői jogokat jelzi, nem szolgál a cikkben szereplő információk forrásmegjelöléseként.